# Брак, Жерар
Жерар Браш (фр. Gérard Brach; 23 июля 1927, Монруж — 9 сентября 2006, Париж) — французский сценарист, постоянно работавший с Романом Полански с 1965 («Отвращение») по 1992 годы («Горькая луна»). Помимо Полански, регулярно сотрудничал с Жан-Жаком Анно, эпизодически — с Микеланджело Антониони («Идентификация женщины»), Марко Феррери («Прощай, самец»), Дарио Ардженто («Призрак оперы»), Отаром Иоселиани («Фавориты луны»), Андреем Кончаловским («Любовники Марии»). Дилогия «Жан де Флоретт» и «Манон с источника», адаптированная Брашем из романов М. Паньоля, стала в своё время самым кассовым французским фильмом и удостоилась премии BAFTA за лучший адаптированный сценарий. По собственным сценариям Браш поставил два кинофильма: : "Дом" в 1969 году с Мишелем Симоном и Пэтти Д’Арбанвилл и "Лодка на траве" в 1971 году с Клод Жад и Жан-Пьером Касселем.